# Kenny Chesney
Kenny Arnold Chesney (1968, Knoxville, Tennessee) is een Amerikaans zanger van countrymuziek. Hij heeft veertien albums uitgebracht, waarvan er elf de gouden status of hoger behaalden.
Veel van zijn singles kwamen in de top tien van de Amerikaanse countrycharts, vaak zelfs op nummer één. Bovendien kwamen veel van zijn cd's op nummer één binnen in de 'gewone' Billboard-hitlijsten. Chesney heeft in de laatste vier jaren drie maal de Entertainer of the Year-award gewonnen bij de CMA awards (een belangrijke prijs in de countrymuziek). Chesney heeft een speciale band met het Caribisch gebied, een thema dat vaak terugkomt in zijn liedjes. Chesney is korte tijd getrouwd geweest met actrice Renée Zellweger, het huwelijk werd na een paar maanden nietig verklaard.

## Biografie

### Jeugd
Chesney groeide op in het dicht bij Knoxville gelegen Luttrell. Hij woonde daar alleen met zijn moeder. Chesney heeft gestudeerd aan de East Tennessee State University (in Johnson City) en behaalde daar in 1990 zijn diploma. Tijdens zijn studie was hij lid van een studentenvereniging - iets wat regelmatig terugkomt in zijn liedjes. Daarnaast speelde Chesney in lokale bars en restaurants. Zijn eerste album nam hij op in 1989, 1000 exemplaren werden er gemaakt, bij een kleine platenmaatschappij (Classic Recording Studio in Bristol, Virginia). Chesney verkocht ze zelf bij zijn optredens en kocht van de opbrengsten een nieuwe gitaar. Na zijn afstuderen verhuisde Chesney naar Nashville, ook daar trad hij weer op in lokale clubs, totdat hij in 1992 een contract tekende bij BMI en Opryland Music Group.

### Carrière
Chesneys eerste album, In My Wildest Dreams, kwam uit bij het onafhankelijke Capricorn Records label in 1994. De eerste singles kwamen niet verder dan de onderste regionen van de Billboard Hot Country Singles & Tracks-hitlijst. Van het album werden zo'n 10.000 exemplaren verkocht voordat de platenmaatschappij stopte met haar countrymuziekafdeling. Kort daarna tekende Chesney bij BNA Records, daar kwam in 1995 zijn album All I Need to Know uit. Hiervan werden drie singles uitgebracht, waarvan er twee de top tien haalden.
In 1996 werd Me and You uitgebracht, het eerste album van Chesney dat met goud werd bekroond. I Will Stand, Chesneys derde album voor BNA, kwam uit in 1997. "She's Got It All", de eerste single van dit album, werd zijn eerste nummer 1-single. Everywhere We Go haalde als eerste de platina status. Het Greatest Hits album het luidde de definitieve doorbraak in voor Chesney, in 2000. Vanaf dit moment speelde hij in uitverkochte arena's en kwamen zijn albums binnen op nummer één in de Billboard-hitlijsten (zowel country als algemeen).
Chesney heeft veel van zijn eigen hits geschreven of mede geschreven en ook een hit geschreven voor Rascal Flatts.

### Privéleven
Chesney had samen met Skip Ewing de hit "You Had Me From Hello" geschreven, geïnspireerd door een tekst uit de film Jerry Maguire, waarin Renée Zellweger een hoofdrol speelde. Dit feit speelde een rol bij hun kennismaking tijdens een inzamelingsactie voor de slachtoffers van de orkaan Katrina, in januari 2005. Op 9 mei van datzelfde jaar trouwden Chesney en Zellweger op Saint John (Amerikaanse Maagdeneilanden), waar Chesney een deel van het jaar woont. Voor beiden was het hun eerste huwelijk. Op 15 september van datzelfde jaar vroeg Zellweger een nietigverklaring van het huwelijk aan, waarbij 'fraud' (misleiding) als reden werd aangegeven. Dit voedde de geruchten dat Chesney homoseksueel zou zijn, hetgeen een jaar later door Chesney expliciet werd ontkend. Tijdens dit interview gaf hij aan spijt te hebben van de keuze voor een nietigverklaring (in plaats van een echtscheiding). Beiden zouden gedacht hebben dat het een pijnloze uitweg zou zijn, 'misleiding' leek hun een breed begrip. Na de aanvraag en de definitieve nietigverklaring (in december 2005) zijn beiden nog met enige regelmaat samen gezien.

## Prijzen
- 1997 Academy of Country Music Top New Male Vocalist
- 2002 CMT Flameworthy Video Music Awards Video of the Year
- 2003 Academy of Country Music Single of the Year
- 2003 Academy of Country Music Top Male Vocalist
- 2004 CMA Album of the Year
- 2004 CMA Entertainer of the Year
- 2004 CMT Flameworthy Video Music Awards Hottest Video of the Year
- 2004 CMT Flameworthy Video Music Awards Male Video of the Year
- 2005 Academy of Country Music Entertainer of the Year
- 2005 CMT Music Awards Male Video of the Year
- 2006 Academy of Country Music Entertainer of the Year
- 2006 CMA Entertainer of the Year
- 2006 CMT Music Awards Male Video of the Year
- 2007 CMA Entertainer of the Year
- 2007 CMT Music Awards Male Video of the Year

## Discografie
- 1994 In My Wildest Dreams
- 1995 All I Need To Know
- 1996 Me & You
- 1997 I Will Stand
- 1999 Everywhere We Go
- 2002 No Shoes, No Shirt, No Problems
- 2003 All I Want For Christmas Is A Real Good Tan
- 2004 When The Sun Goes Down
- 2005 Be As You Are (Songs From A Old Blue Chair)
- 2005 Road & The Radio
- 2007 Just Who I Am: Poets & Pirates
- 2008 Lucky Old Sun
- 2010 Hemingway's Whiskey
- 2012 Welcome to the Fishbowl
- 2013 Life on a Rock
- 2014 The Big Revival
- 2016 Cosmic Hallelujah
- 2018 Songs for the Saints
- 2020 Here and now